# Mattone

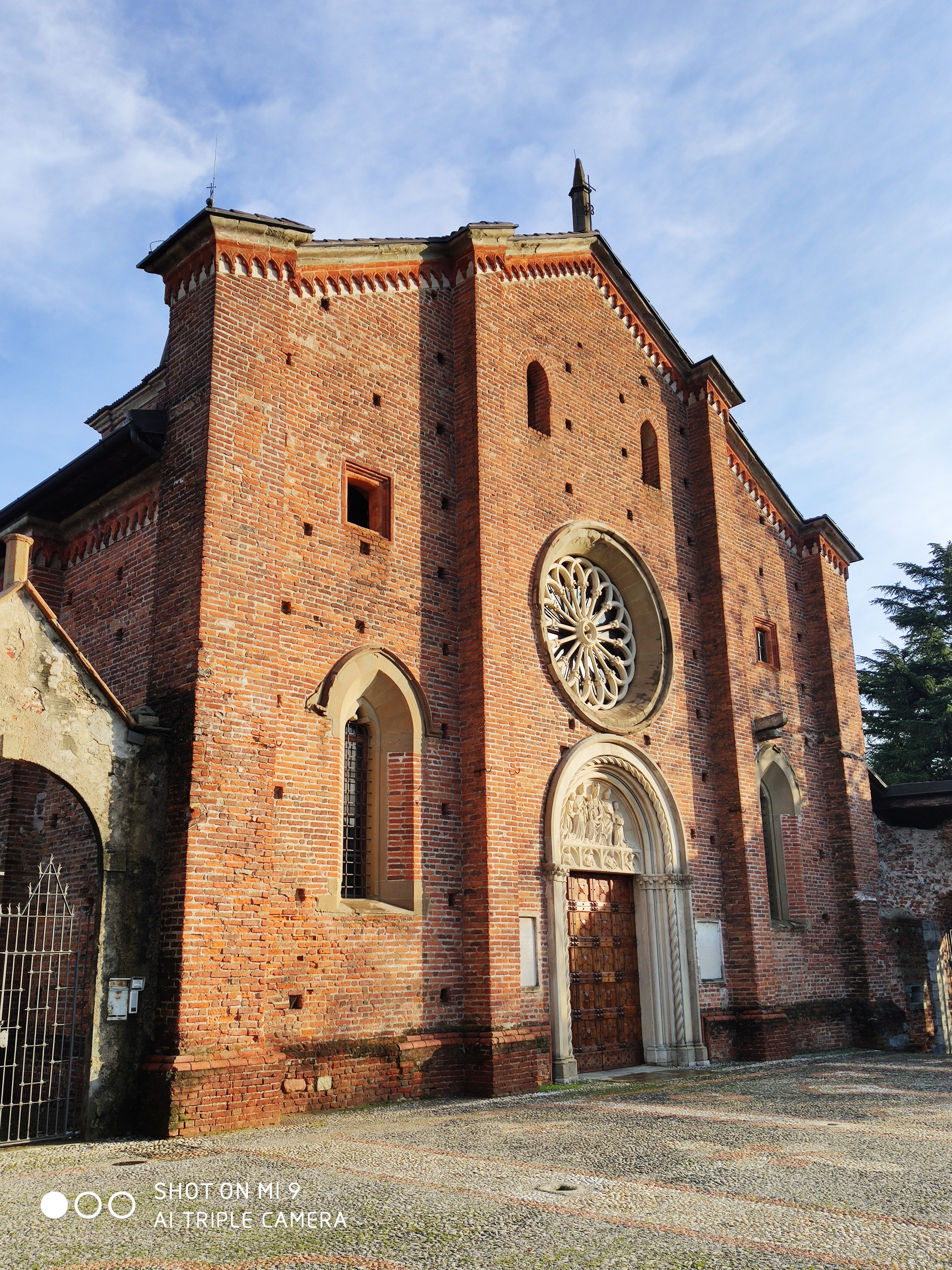
Collegiata di Castiglione Olona (Varese) XV sec. interamente in mattone rosso (Gotico Lombardo).

Il mattone è un prodotto utilizzato sin dall'antichità nelle costruzioni e nell'edilizia in generale. Solitamente ha forma di parallelepipedo, di dimensioni ben definite, tali per cui la dimensione del lato di ogni spigolo è multiplo di un unico modulo. Può essere fabbricato da una varietà di materiali diversi, il mattone tipo più utilizzato è il laterizio, realizzato dall'argilla.

## Storia

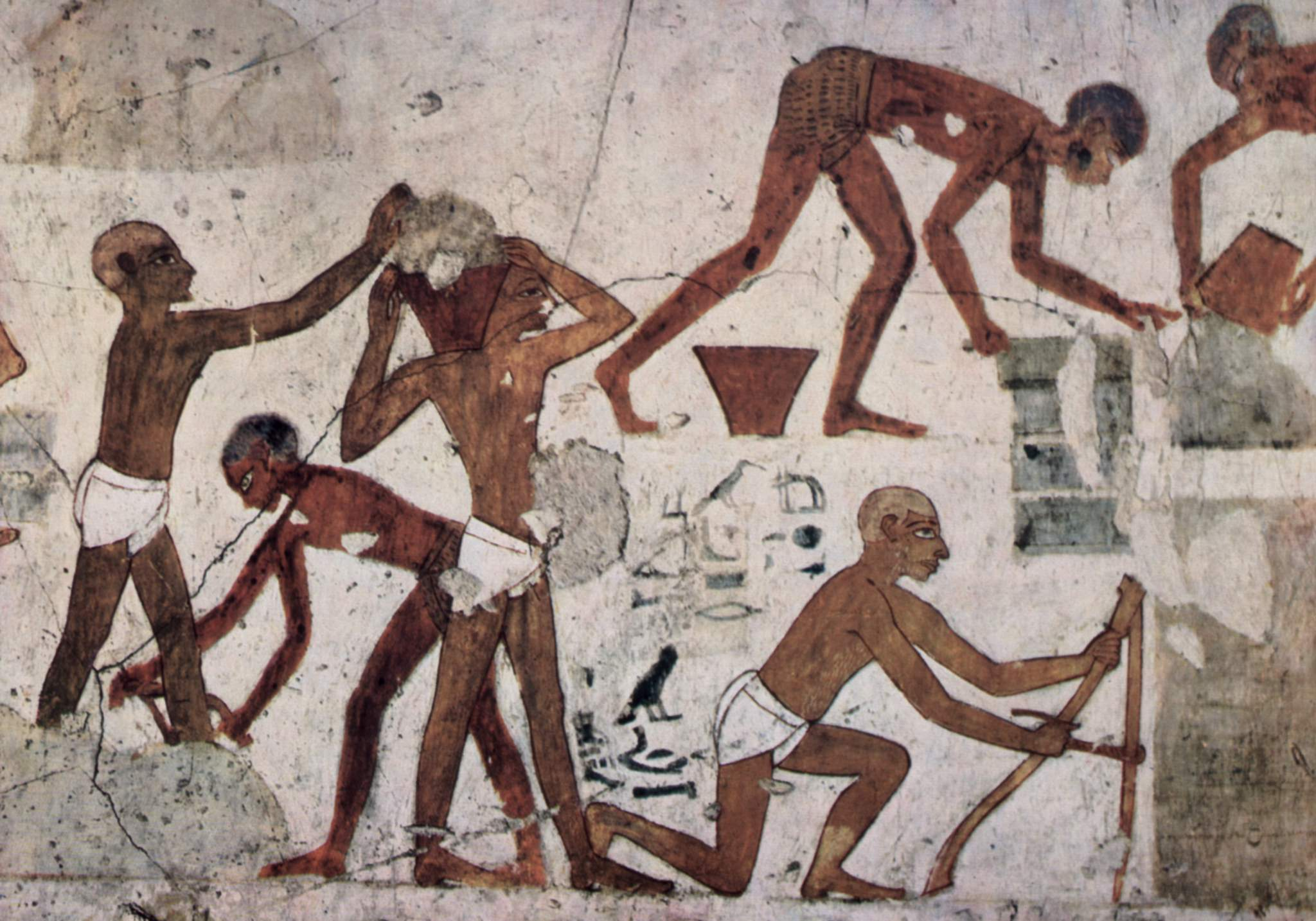
Illustrazione sull'uso dei mattoni nell'Antico Egitto

Modello di forma per mattoni con il cartiglio di Tutmosi III e stampo per la fabbricazione dei mattoni. Da Gebelein, tra il 1458 e il 1425 a.C., Nuovo Regno. Museo Egizio, Torino.

L'impiego costruttivo del laterizio nasce per soddisfare delle necessità costruttive in zone prive di altri materiali da costruzione, come il legno o la pietra. La preparazione dei primi mattoni avveniva compattando acqua, additivi e materia prima, lasciando essiccare il tutto all'aria.
Probabilmente le prime forme hanno preso una conformazione ovoidale, seguendo la deformazione naturale. Affinando la tecnica, la manualità veniva sostituita da una formatura in stampi di legno, e questa innovazione portò all'indifferenza topologica dei conci. In questa fase evolutiva non veniva usato nessun tipo di legante, difatti gli elementi venivano messi in opera ancora umidi, il che portava a legarsi gli uni agli altri.
I primi leganti nacquero nella zona mesopotamica durante la III dinastia Ur, intorno al XX secolo a.C., basati su impasti molto liquidi di argille, fino ad arrivare all'introduzione della calce in Campania attorno al 300 a.C.  Con l'introduzione dei leganti si vede un'ulteriore evoluzione, difatti la disposizione diventa un continuo di concio e legante.
Il processo di cottura dei mattoni può essere attribuito ai Sumeri, estendendosi poi all'intera Mesopotamia. Tale processo era complesso e costoso, facendo divenire il mattone un materiale prezioso e simbolico. Questa evoluzione portò ad un ridimensionamento dei mattoni, da dimensioni 30x30x15 a dimensioni minori; l'intonacatura divenne superflua difatti si usava il mattone facciavista. Esempi di questa evoluzione sono le fortificazioni della porta di Istar a Babilonia nel VII secolo a.C..
In Italia la conoscenza del mattone arrivò tardi, in molte regioni arrivò solo intorno al I secolo a.C.; in alcune zone del sud Italia si sono ritrovati dei mattoni con dei timbri greci, coloro che importarono in Italia questa tecnologia. A Veio è stata ritrovata una fornace di fattura greca databile al 150 a.C., mentre a Pompei è stata scoperta la colonna "a stella" nella basilica, risalente al 120 a.C.
Un importante contributo ci viene da Vitruvio, nel suo De Architettura, la maggior parte delle tecniche erano basate sulla terra cruda, tuttavia tale testo rappresenta il periodo repubblicano, già obsolete al tempo della stesura del testo. In quest'epoca i romani usavano la costruzione in cotto solo per la realizzazione dei manti di copertura, con il caratteristico embrice, messo anche sopra i muri per proteggere la terra cruda dalle intemperie.
Solo in epoca imperiale vennero fatte una serie di leggi per bandire l'uso delle costruzioni in terra cruda, soprattutto a Roma, difatti la terra cruda obbligava i costruttori a fare mura di elevato spessore, per aiutare la scarsa resistenza meccanica e l'alta vulnerabilità del materiale. Svetonio scrisse che Augusto trovò Roma di mattoni e la lasciò di marmo. I progettisti dell'antica Roma affidarono la funzione di cassaforma al mattone, attribuendo quella primaria al conglomerato di malta idraulica con grossi inerti, mentre il rivestimento venne lasciato allo stucco o alla pietra, come il marmo o il travertino.
Durante questa epoca la produzione dei mattoni fu uniformata per dimensioni, creando tre categorie basate sul quadrato:
- Bessales, 2/3 di piede, pari ad un lato di 17,7 cm
- Sesquipedales, con lato da 1 piede e mezzo, pari a 44,4 cm
- Bipedales, con lato da 2 piedi, pari a 59,2 cm

Nel periodo bizantino decade la pratica costruttiva del nucleo concretizio. Il nucleo non forma una massa omogenea, è tenuto assieme solamente dal rivestimento esterno, che funziona da cassero, senza il quale il nucleo si sgretolerebbe. I problemi di collegamento tra le cortine raggiungevano spessori di 5 filari, praticamente lo spessore della muratura con il nucleo.
In epoche più recenti, abbiamo diversi autori che spiegano varie tecniche per fare i mattoni, Leon Battista Alberti scriveva:
Vincenzo Scamozzi si opponeva alle tecniche tradizionali, a favore della struttura edilizia, riteneva che la resistenza delle murature in pietrame irregolare o a sacco sia limitata, poiché dipende eccessivamente da fattori come la messa in opera e la qualità del legante. Nel suo L'idea di architettura Universale scriveva:
Nel Dell'Architettura libri dieci, pubblicato a Venezia nel 1590, G.A. Rusconi, testimonia una tendenza consolidata di costruire le case interamente in mattoni, tuttavia tende a difendere le regole dell'arte in cui si era trasmesso il linguaggio architettonico classico che rimaneva comunque indiscusso.
Francesco Milizia, nel 1781, scrive che l'argilla da usare deve essere bianchiccia o grigia, pastosa e priva affatto di d'arena o di pietrucce. Suggeriva che per conoscere il comportamento dell'argilla bisogna fare una prova, facendo un mattone e analizzandone il comportamento, il che avveniva grazie all'esperienza. Nel 1807 Lodovico Bolognini suggeriva che i mattoni dovrebbe essere tutti di pasta uguale. Mentre nel 1925 Pellacini suggerisce che le argille di qualità migliore provengono dai sedimenti alluvionali.
Nel periodo Barocco la muratura a sacco veniva sostituita da una struttura omogenea in mattoni. Questo perché le murature complesse di questo stile non permettevano una struttura a sacco. Solo nel XIX secolo sono state catalogate tutte le regole dell'arte usate fino ad ora, le tecniche dell'arte raggiungono un affinamento senza precedenti; inoltre le nuove riforme sanitarie presentavano ambienti interni più ampi, si introducono anche i concetti preliminare di scambi termici. Venne presentata all'Expo 1851 da Roberts una casa modello per una famiglia da quattro persone, con camera d'aria esterna e l'adozione di mattoni forati.

## Tipologie

### Mattoni di fango
Prima della scoperta della cottura dell'argilla, i mattoni erano tutti costituiti in terra cruda. Le principali tecniche per realizzarli sono:
- L'adobe
- Il pisé

### Mattoni di canapa
I mattoni di canapa sono un materiale composito costituito di fibre di canapa e calce (oppure limo, sabbia, cemento o calce idraulica) che può essere impiegato nell'edilizia come valido sostituto dei comuni mattoni in terra o calcestruzzo.

### Mattoni in argilla
Si ottengono partendo da una base di argilla, sabbia e ossidi vari (in età contemporanea, generalmente ossido di alluminio) e attraverso un processo di preparazione e in seguito cottura, acquista ottime caratteristiche di resistenza e il classico colore "rosso mattone".
L'impasto compie le seguenti fasi per essere completo in tutte le sue caratteristiche:
- estrazione dalle varie cave
- stagionatura per far acclimatare il materiale troppo umido, si lascia riposare il tempo necessario, settimane di solito
- decantazione per creare la giusta ricetta, si prepara l'impasto miscelando le sabbie e gli ossidi con le argille
- manipolazione preparando il giusto apporto di acqua, si ottiene un impasto plastico e omogeneo pronto per la fase successiva.
- foggiatura per conferire al laterizio la forma che si stabilizzerà in cottura utilizzano macchine a trafila.
- essiccazione l'impasto non ancora cotto, molto umido, passa dentro ad un tunnel (che spesso utilizza i fumi caldi della fornace) per eliminare lentamente l'umidità in eccesso.
- cottura dentro a queste gallerie la temperatura cambia da zona a zona, passando dai 400° (necessari per scomporre i minerali argillosi) ai 1200° per la cottura e la stabilizzazione del mattone stesso.

### Mattoni in calcestruzzo
Mattoni in calcestruzzo sono realizzati in calcestruzzo aerato autoclavato (AAC), per le sue proprietà strutturali e fisiche e per la sua versatilità. Esso rappresenta il materiale da costruzione di riferimento, essendo ideale per ogni tipo di zona climatica e sismica. È anche universalmente riconosciuto per le sue proprietà isolanti. Esso è disponibile sia in blocchi, che in lastre, per pavimenti o tetti, oppure come pannelli murali, o per ogni altro tipo di costruzione.

### Mattoni silico-calcarei
I mattoni silico-calcareo sono composti da calce viva in polvere e sabbia di quarzo, con l'aggiunta di selce o altra roccia silicea frantumata e di eventuali minerali coloranti. Con la stessa formulazione si producono delle lastre per usi edilizi.

Tipologie di mattoni
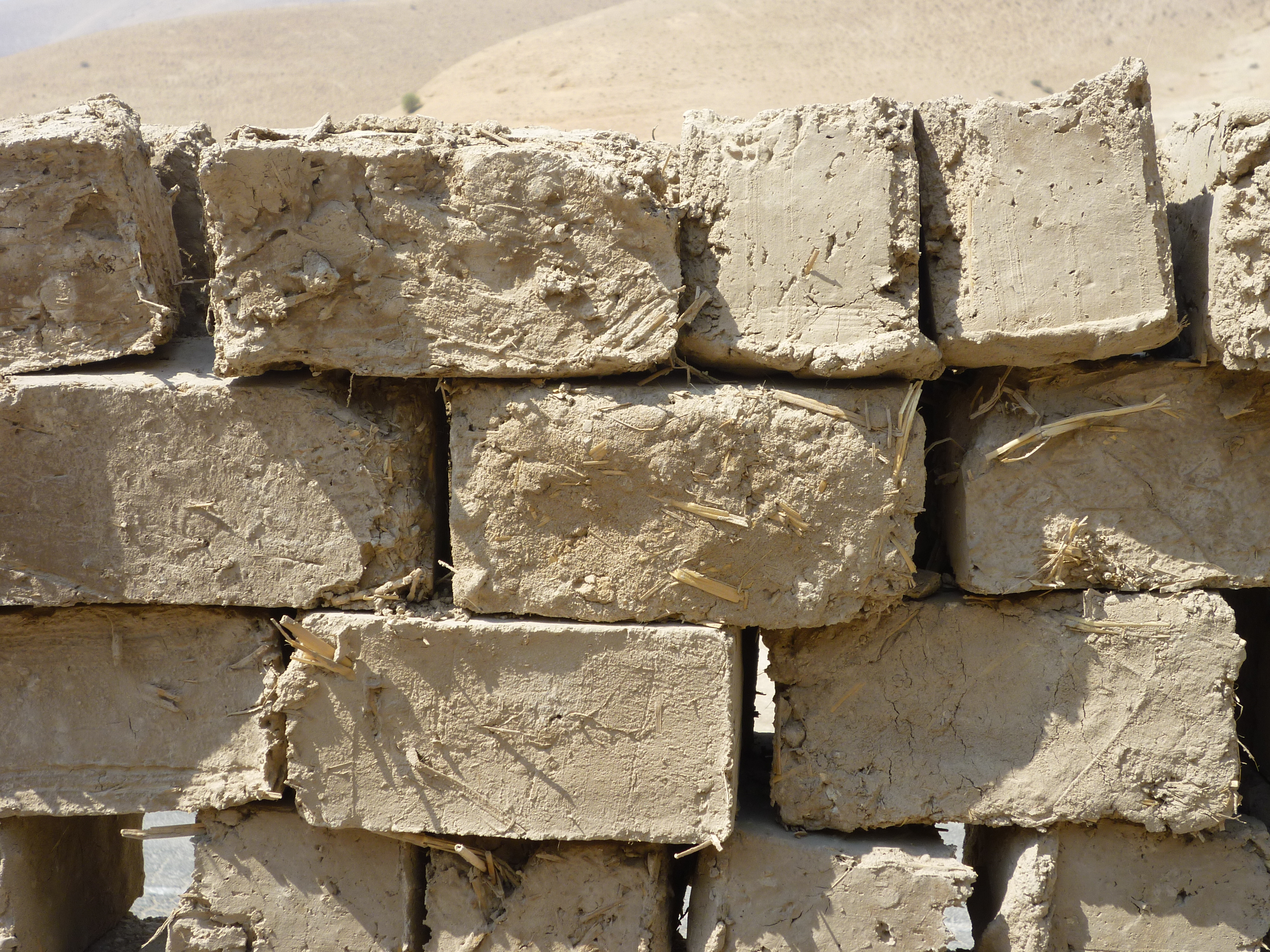
Mattoni di fango
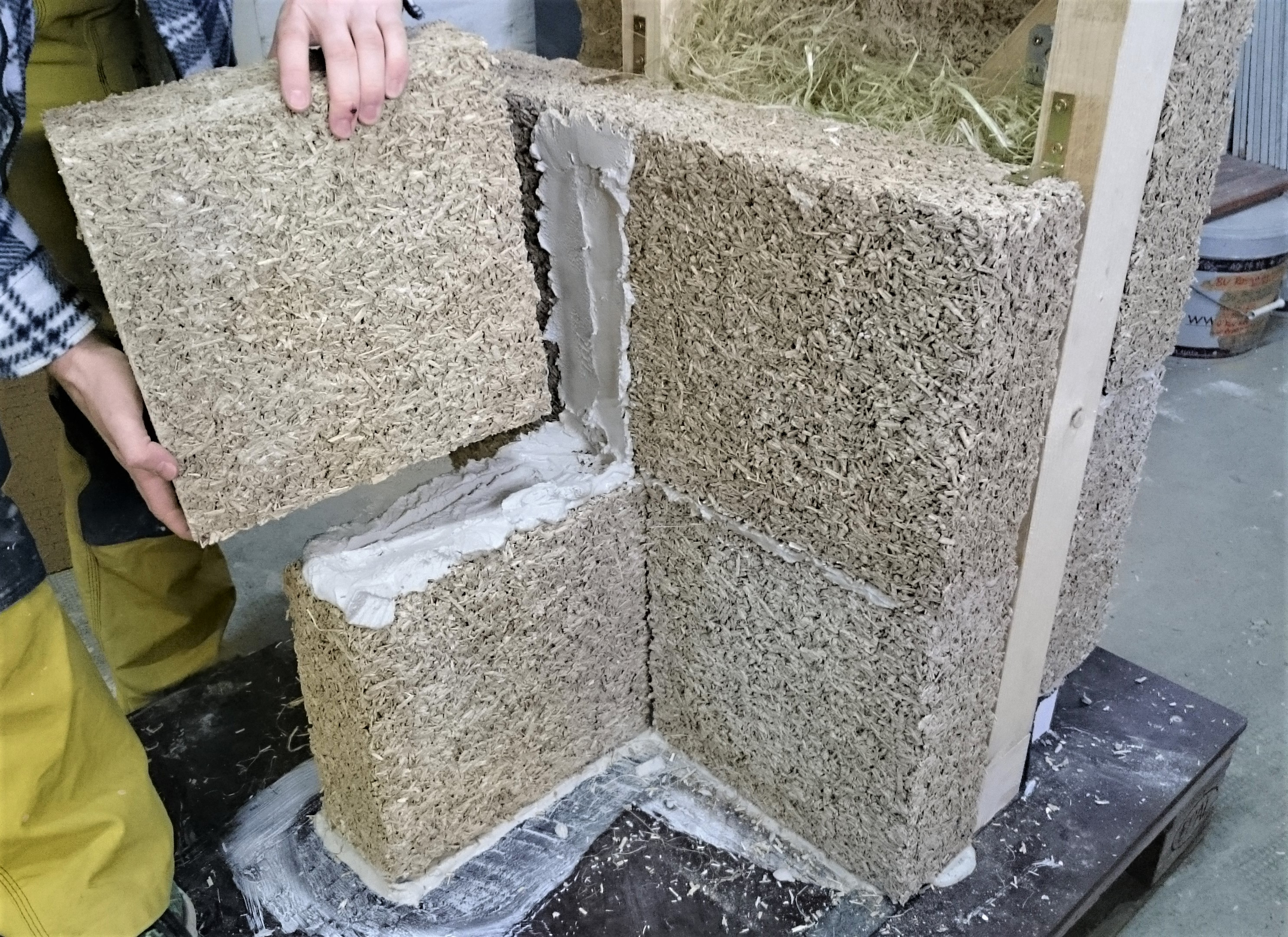
Mattoni di canapa
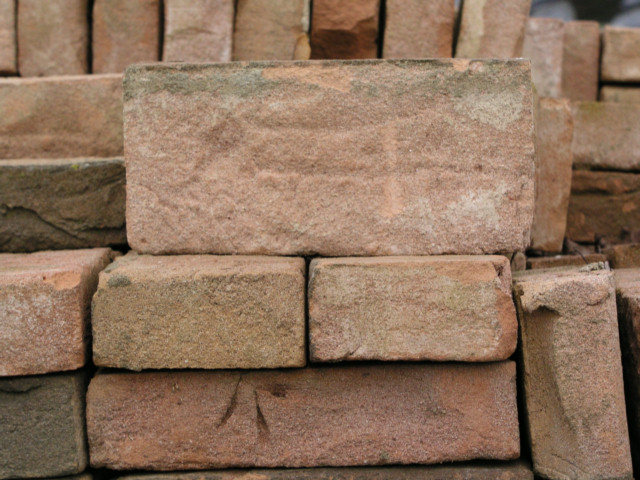
Mattone in laterizio
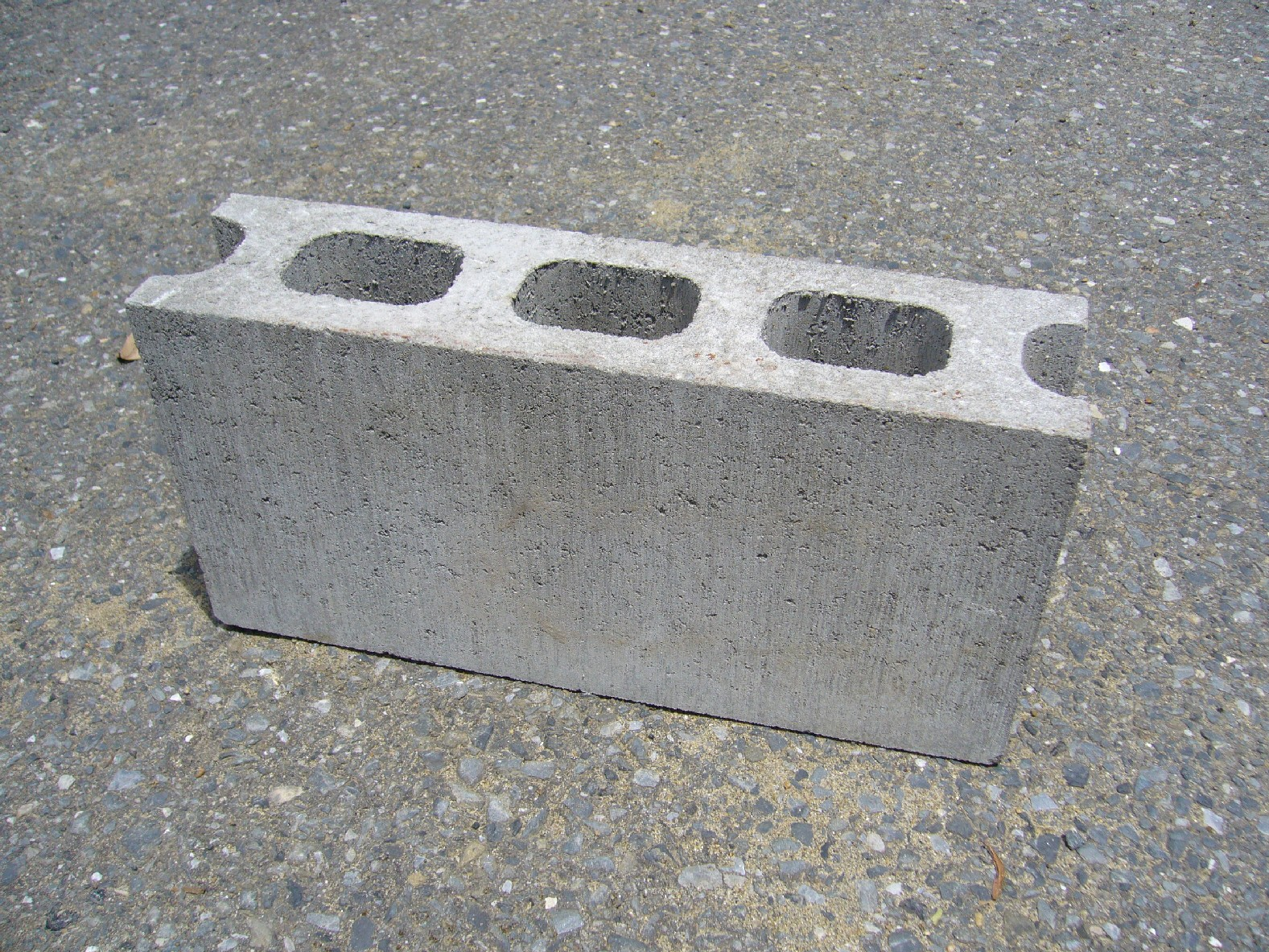
Blocco in calcestruzzo

### Mattoni ecologici
Dato che l'industria del calcestruzzo è causa di elevate emissioni di gas serra, esistono alternative a basso impatto ambientale come i mattoni di paglia di canapa pressata e calce o i mattoni con connettori in plastica PEHD (polietilene ad alta densità) che eliminano l'uso di malte e cemento.

## Prove di qualità
Come per tutti i materiali anche per i mattoni si eseguono delle prove atte a verificarne la qualità.
Le norme della serie EN 772 (in seguito recepite in Italia come UNI EN) definiscono le metodologie di prova sugli elementi da muratura:
- UNI EN 772-1:2002 - Metodi di prova per elementi di muratura - Determinazione della resistenza a compressione.
- UNI EN 772-2:2001 - Metodi di prova per elementi di muratura - Determinazione dell'area percentuale dei vuoti in elementi di muratura in calcestruzzo (metodo dell'impronta su carta).
- UNI EN 772-3:2000 - Metodi di prova per elementi di muratura - Determinazione del volume netto e della percentuale dei vuoti degli elementi di muratura di laterizio mediante pesatura idrostatica.
- UNI EN 772-4:2001 - Metodi di prova per elementi di muratura - Determinazione della massa volumica reale ed apparente e della porosità aperta e totale degli elementi di muratura in pietra naturale.
- UNI EN 772-5:2003 - Metodi di prova per elementi di muratura - Determinazione del tenore di sali solubili attivi degli elementi di muratura di laterizio.
- UNI EN 772-6:2002 - Metodi di prova per elementi di muratura - Determinazione della resistenza a trazione per flessione degli elementi di muratura di calcestruzzo.
- UNI EN 772-7:2000 - Metodi di prova per elementi di muratura - Determinazione dell'assorbimento d'acqua di strati impermeabili all'umidità di elementi di muratura di laterizio mediante bollitura in acqua.
- UNI EN 772-9:2001 - Metodi di prova per elementi di muratura - Determinazione del volume e della percentuale dei vuoti e del volume netto degli elementi di muratura in silicato di calcio mediante riempimento con sabbia.
- UNI EN 772-10:2001 - Metodi di prova per elementi di muratura - Determinazione del contenuto di umidità in elementi di muratura in silicato di calcio e in calcestruzzo aerato autoclavato.
- UNI EN 772-11:2001 - Metodi di prova per elementi di muratura - Determinazione dell'assorbimento d'acqua degli elementi di muratura di calcestruzzo, di materiale lapideo agglomerato e naturale dovuta alla capillarità ed al tasso iniziale di assorbimento d'acqua degli elementi di muratura di laterizio.

### Prova di resistenza a compressione
La prova di resistenza a compressione viene fatta applicando un carico sempre maggiore fino a raggiungere il carico di rottura e stabilire così la resistenza a compressione.

### Prova di resistenza
È una prova caratteristica dei mattoni forati.
È del tutto simile alla prova di resistenza a compressione, ma per questo tipo di mattoni deve essere ripetuta per tutte e tre le direzioni dello spazio.

### Prova di flessione
È caratteristica per i tavelloni, di cui si misura la resistenza alla flessione per mezzo di provini prismatici di 12 cm.

### Prova di imbibizione
Serve a misurare il grado di assorbimento d'acqua (imbibizione) da parte dei mattoni. I mattoni vengono posti in una stufa a 100 °C, al fine di ottenere un peso costante. Si immergono poi in acqua per 24 ore, una volta asciugati con carta assorbente vengono pesati. La differenza tra il peso a secco ed il peso dopo l'immersione in acqua fornisce il grado di imbibizione. Perché la prova sia positiva la quantità d'acqua assorbita deve essere compresa tra l'8% ed il 20%.

### Saggio di gelività
Serve a determinare la resistenza dei mattoni a seguito di cicli di gelo e disgelo. Si prendono 4 mattoni, che vengono posti in acqua per 3 ore a 35 °C. Successivamente vengono messi in frigorifero per 3 ore a −10 °C. Si ripete infine la prova di resistenza a compressione. Perché il saggio sia positivo, la resistenza a compressione deve essere maggiore dell'80%, rispetto alla resistenza ottenuta dalla normale prova di resistenza a compressione.

### Saggio di efflorescenza
L'efflorescenza è un fenomeno che si verifica quando i sali solubili eventualmente presenti nel mattone, vengono in superficie per effetto dell'umidità e cristallizzano sul manufatto.
Per il saggio, si prendono 3 campioni che vengono immersi per un quarto in recipienti contenenti acqua distillata.
Dopo 4 giorni si tolgono dall'acqua e sono posti in una stufa per 6 ore a 100 °C.
Viene poi effettuato, alla distanza di 3 metri, un confronto con un mattone non immerso.
Si può così riscontrare:
- efflorescenza nulla: non si registra la presenza di alcun deposito;
- efflorescenza leggera: sul mattone si distingue una patina molto sottile e disuniforme;
- efflorescenza media: sul mattone si riscontra una patina bianca, uniforme e relativamente spessa;
- efflorescenza forte: il deposito sul mattone è così evidente che è addirittura possibile distinguerne i cristalli.

### Prova di permeabilità
È caratteristica delle tegole. Si prende un pezzo di tegola e lo si cementa sopra un cilindro vuoto in lamiera. Si riempie il cilindro con 5 cm d'acqua e affinché la prova sia positiva, dopo 24 ore non deve esservi sgocciolamento.

## Significato simbolico
Il mattone è uno dei simboli più noti della massoneria, utilizzato per indicare metaforicamente l'apporto visibile del lavoro utile per l'edificazione di una loggia massonica. Nelle obbedienze più tradizionali indica il contributo che ogni fratello versa come obolo durante le sedute compiute in loggia.